# Hemelingen
Hemelingen este un sector în orașul hanseatic Bremen , Germania. 